# Sant'Ilario d'Enza
Sant'Ilario d'Enza là một đô thị ở tỉnh Reggio Emilia trong vùng Emilia-Romagna, có vị trí cách khoảng 80 km về phía tây bắc của Bologna và khoảng 15 km về phía tây bắc của Reggio Emilia. Tại thời điểm 31 tháng 12 năm 2004, đô thị này có dân số 10.223 và diện tích 20.2 km².
Đô thị Sant'Ilario d'Enza có các frazioni (các đơn vị cấp dưới, chủ yếu là các làng) Cabianca, Calerno, Case Paterlini, Case Via Sabotino, Case Zinani, Castellana, Chiavicone, Ghiara, Partitore, Rampa d'Enza, and Villa Spalletti.
Sant'Ilario d'Enza giáp các đô thị: Campegine, Gattatico, Montecchio Emilia, Montechiarugolo, Parma, Reggio Emilia.